# 钪
鈧，是一種化學元素，化學符號为Sc，原子序數为21，原子量為44.955907 u。鈧是一種質輕、柔軟的銀白色過渡金屬，常和釔及鑭系元素合稱為稀土金屬。鈧是在1879年由拉爾斯·弗雷德里克·尼爾松的團隊，在斯堪地那維亞半島的黑稀金礦（euxenite）和矽鈹釔礦（gadolinite）中，使用光譜分析發現的，其名稱即源于斯堪地那維亞半島的拉丁語：。
鈧是週期表中第四週期的第一個d區過渡元素。鈧屬於3族，就像其他第三族的元素，鈧的主要氧化數為+3。鈧化合物的性質介於同族的釔和13族的鋁之間，鈧的性質和鎂之間也存在著對角線關係，就如同鈹和鋁。
鈧存在於大多數稀土礦物和鈾化合物礦床中。鈧在地殼中並不稀有，其估計豐度與鈷相當，然而鈧分布非常稀散，在許多礦物中都僅以微量存在，全球只有少數礦場的含鈧礦石有提取價值，由於鈧不易取得且製備困難，所以直到1937年才首次取得其單質，而它的應用直到1970年代才被研發出來。在1970年代人們發現鈧對於鋁合金具有增益效果，此應用目前仍是其主要用途，氧化鈧的全球貿易量約為每年15~20噸。

## 性质

### 化学性质
钪是银色的柔软金属，被空气氧化时略带浅黄色或粉红色。钪容易风化，在大多数稀酸中缓慢溶解。它不与硝酸（{\displaystyle {\ce {HNO3}}}）和氢氟酸（{\displaystyle {\ce {HF}}}）的1:1混合物反应，可能是由于形成了一个不渗透的钝化层。钪粉在空气中点燃，放出明亮的黄色火焰，形成氧化钪。

### 同位素
鈧共有37個同位素，其中只有一种同位素({\displaystyle {\ce {^45Sc}}})是穩定的。25种钪的放射性同位素已获得表征，其中最稳定的是46Sc，半衰期为 83.8天；接着是半衰期3.35天的47Sc；半衰期43.7小时的48Sc；以及会放出正电子的44Sc，它的半衰期为4小时。剩下的放射性同位素的半衰期都小于4小时，大部分都小于2分钟。钪也有五种同核异构体，其中最稳定的是半衰期58.6小时的44m2Sc。
钪已发现的同位素在36Sc 到60Sc之间。比45Sc轻的钪同位素的主要衰变方式为电子捕获成钙的同位素，而比45Sc重的同位素则主要通过β衰变成钛的同位素。

### 存在
钪在地球中是第50常见的元素，但在太阳中是第23常见的元素。在地球地壳中，钪并不稀有，是地壳中第35常见的元素，其丰度估計在18至25 ppm之间，和钴（20–30 ppm）相當。然而，钪在地壳中分布极为分散，在许多矿物中都僅以痕量存在。来自斯堪的纳维亚和马达加斯加的稀有矿物如钪钇石、黑稀金矿和硅铍钇矿是目前唯一已知的高濃度钪元素来源，其中钪钇石可包含高达45%的钪，以氧化钪的形式存在。
稳定的钪是在超新星中通过R-过程产生的。它也可以通过更常见的铁原子核的宇宙射线散裂而生成。
- 28Si + 17n → 45Sc（R-过程）
- 56Fe + p → 45Sc + 11C + n（宇宙射线散裂）

## 化合物
钪化学几乎被三价钪离子 Sc3+主宰。M3+ 离子半径在下表中列出，表明钪离子的化学性质与钇离子的共同点多于与铝离子的共同点。部分由于这种相似性，钪通常被归类为类镧系元素。
| Al   | Sc   | Y    | La    | Lu   |
| 53.5 | 74.5 | 90.0 | 103.2 | 86.1 |

### 氧化物和氢氧化物
钪的氧化物Sc
2O
3和氢氧化物 Sc(OH)
3 都是两性的：
Sc(OH)
3 + 3 OH−
 → [Sc(OH)
6]3−
（钪酸根）
Sc(OH)
3 + 3 H+
 + 3 H
2O → [Sc(H
2O)
6]3+

α- 和γ-ScOOH 的结构类似碱式氧化铝。Sc3+
 的水溶液由于水解呈酸性。

### 卤化物
钪的卤化物 ScX
3在 X= Cl、Br或I时，它们极易溶于水，但ScF
3不溶于水。在这四种卤化物中，钪都是六配位的。这些卤化物都是路易斯酸：举个例子，ScF
3 在有过量氟离子的溶液里会形成 [ScF
6]3−。

### 有机钪化合物
钪与环戊二烯基配体 (Cp) 形成一系列有机金属化合物，这类似于镧系元素。一个例子是含氯桥键的 [ScCp
2Cl]
2，以及相关的五甲基环戊二烯基配合物。

### 不寻常氧化态
除+3以外的氧化态的钪化合物很少见，但已得到很好的表征。蓝黑色的 CsScCl
3 是其中最简单的。它的材料采用片状结构，在钪(II)中心之间表现出广泛的结合。 氢化钪的性质不太清楚，尽管它似乎不是Sc(II)的氢化物。正如对大多数元素所观察到的那样，双原子的一氢化钪已在高温气相下通过光谱观察到。 钪的硼化物和碳化物是非整比化合物，这是它的相邻元素的典型特征。
在有机钪化合物中也观察到较低的氧化态 (+2、+1、0)。

## 历史
1869年，门捷列夫曾预测一种称为“类硼”的未发现元素。1879年拉斯·弗雷德里克·尼尔森和他的团队从黑稀金矿（euxenite）和硅铍钇矿（gadolinite）中通过光谱分析发现这个新的元素。尼尔森制备了2克的高纯度氧化鈧。他把这新元素命名为“Scandium”，源自拉丁文“Scandia”（斯堪的纳维亚半岛）。1937年，钪单质首次从钾、锂和氯化钪的共晶混合物于700–800 °C电解出来。

## 生产
全球产量约每年15吨（三氧化二钪化合物），需求比供应量高50%。每年供需均在增长。

## 價格
根據美國地質調查局的報告顯示，從2015年至2019年的美國，少量鈧錠的價格為每克107至134美元，而氧化鈧的價格為每克4至5美元。

## 应用
钪用来制特种玻璃、轻质耐高温合金。

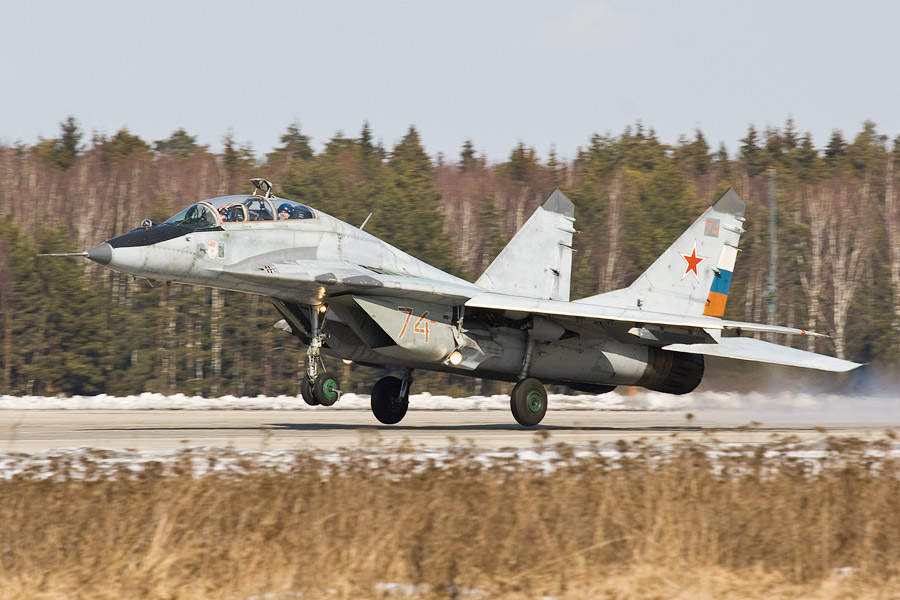
米格-29部分由钪铝合金制成。

金屬鹵化物燈，壽命長，消耗電力少，用作運動場照明燈和高級車的車燈。

## 健康与安全
钪元素被认为无毒，尽管人们尚未对钪化合物进行广泛的动物试验。氯化钪的半数致死量已被确定为4克/千克（口服）和755毫克/千克（腹腔注射）。从这些结果看来，钪化合物应处理为中度毒性化合物。

## 外部連結
- 元素钪在洛斯阿拉莫斯国家实验室的介紹（英文）
- —— 钪（英文）
- 元素钪在The Periodic Table of Videos（諾丁漢大學）的介紹（英文）
- 元素钪在Peter van der Krogt elements site的介紹（英文）
- WebElements.com – 钪（英文）